# Marion Rousse
Marion Rousse (Saint-Saulve, 17 de agosto de 1991) es una ciclista, modelo y comentarista deportiva de ciclismo francesa.

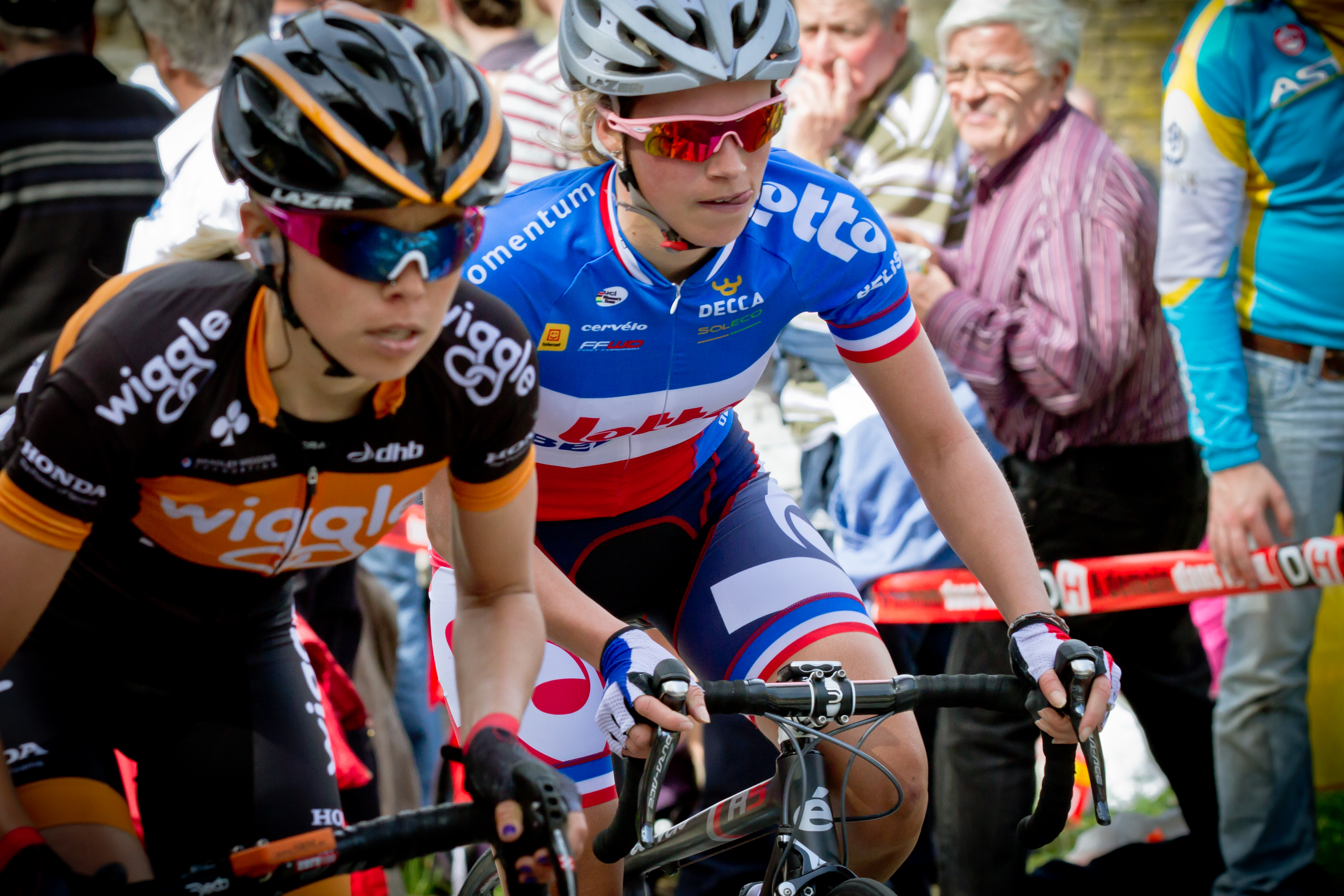
Marion Rousse, a la derecha, con el maillot de campeona de Francia.

Como ciclista fue profesional entre 2010 y 2015 aunque en su último año estuvo prácticamente inactiva. Durante sus primeros años como ciclista profesional tuvo una buena proyección venciendo la carrera por etapas amateur de la Ronde de Bourgogne 2011 y llegando a ser, en 2012, campeona de Francia en ruta en categoría absoluta.
Desde octubre del 2014 hasta 2019 estuvo casada con el también ciclista profesional, Tony Gallopin.
. Desde 2020 es pareja del también conocido ciclista francés Julian Alaphilippe.
También ha trabajado como comentarista para Eurosport y France Télévisions.

## Palmarés
2012
- Campeonato de Francia en Ruta

## Resultados en Grandes Vueltas y Campeonatos del Mundo
Durante su carrera deportiva ha conseguido los siguientes puestos en las Grandes Vueltas femeninas y en los Campeonatos del Mundo en carretera:
| Carrera         | 2010 | 2011 | 2012 | 2013 | 2014 | 2015 |
| --------------- | ---- | ---- | ---- | ---- | ---- | ---- |
| Giro de Italia  | -    | -    | -    | -    | -    | -    |
| Tour de l'Aude  | X    | X    | X    | X    | X    | X    |
| Grande Boucle   | X    | X    | X    | X    | X    | X    |
| Mundial en Ruta | -    | -    | -    | -    | -    | -    |

-: no participa

Ab.: abandono

X: ediciones no celebradas

## Equipos
- ESGL 93-GSD Gestión (2010)
- Vienne Futuroscope (2011-2012)
- Lotto (2013-2015)
  - Lotto Belisol Ladies (2013-2014)
  - Lotto-Soudal Ladies (2015)